# Andrea St. Bernard
Andrea St. Bernard (sinh ngày 2 tháng 10 năm 1979 tại St. George's, Grenada) là một vận động viên taekwondo người Grenada.
Thánh Bernard sinh ra ở Grenada nhưng chuyển đến Toronto, Canada, khi cha mẹ cô di cư trong Cách mạng Grenadian, và mang hai quốc tịch Canada và Grenadian. Cô học tại Đại học Duquesne ở Pittsburgh, Pennsylvania, Hoa Kỳ, nơi cô chơi cho đội bóng chuyền Dukes. Cô theo học trường luật tại Đại học Toronto và sau khi tốt nghiệp bắt đầu làm việc cho McMillan LLP với tư cách là một cộng tác viên tài chính nợ. Cô cao 1,75 mét (5 ft 9 in) và được huấn luyện bởi Paul Beard.

## Taekwondo
Thánh Bernard đã được giới thiệu với taekwondo trong thời gian ở trường luật bởi người dì của cô, người giữ đai đen trong môn thể thao này. Cô bắt đầu đào tạo tại Học viện Young Choung ở Toronto.
Tại Giải vô địch Taekwondo thế giới năm 2009 tại Copenhagen, Đan Mạch, Thánh Bernard đã bị loại ở vòng đầu tiên của nội dung nữ sau khi thua Sun Ai-chi của Đài Bắc Trung Quốc. Tại Giải vô địch thế giới năm 2011 tại Gyeongju, Hàn Quốc, cô đã bị loại trong vòng thi đầu tiên của mình ở hạng cân nữ.
St Bernard đủ điều kiện tham dự Thế vận hội Mùa hè 2012 thông qua Giải đấu vòng loại Olympic Taekwondo Pan American 2011 tại Querétaro, México vào tháng 11 năm 2011. Cô bị mất cơn bán kết của mình để Paige McPherson của Hoa Kỳ nhưng earnt vị trí của mình tại Thế vận hội bằng cách đánh bại Costa Rica Katherine Alvarado bởi điểm số – trong trận đấu-vị trí thứ ba.
Vào tháng 3 năm 2012, McMillan đã tổ chức tiệc chiêu đãi Thánh Bernard và phù hợp với 7.500 đô la quyên góp mà cô đã quyên góp để tài trợ cho sự nghiệp của mình. Cô đại diện cho Grenada tại Thế vận hội Mùa hè 2012 tại London, Vương quốc Anh, hạng cân 67 kg nữ. Sự kiện được tổ chức vào ngày 10 tháng 8, tại Trung tâm Triển lãm ExCeL. Cô là vận động viên taekwondo đầu tiên của Grenada tại Thế vận hội Olympic.